# 聖保祿彌撒中心
聖保祿彌撒中心（英語：St. Paul's Mass Centre）是一座香港天主教教堂，由天主教香港教區管理。位於香港九龍油麻地東莞街41號（油蔴地天主教小學內），建立於1969年12月23日。

## 牧職人員
- 主任司鐸：葉定國神父
- 助理司鐸：胡頌恆神父

## 堂區服務範圍

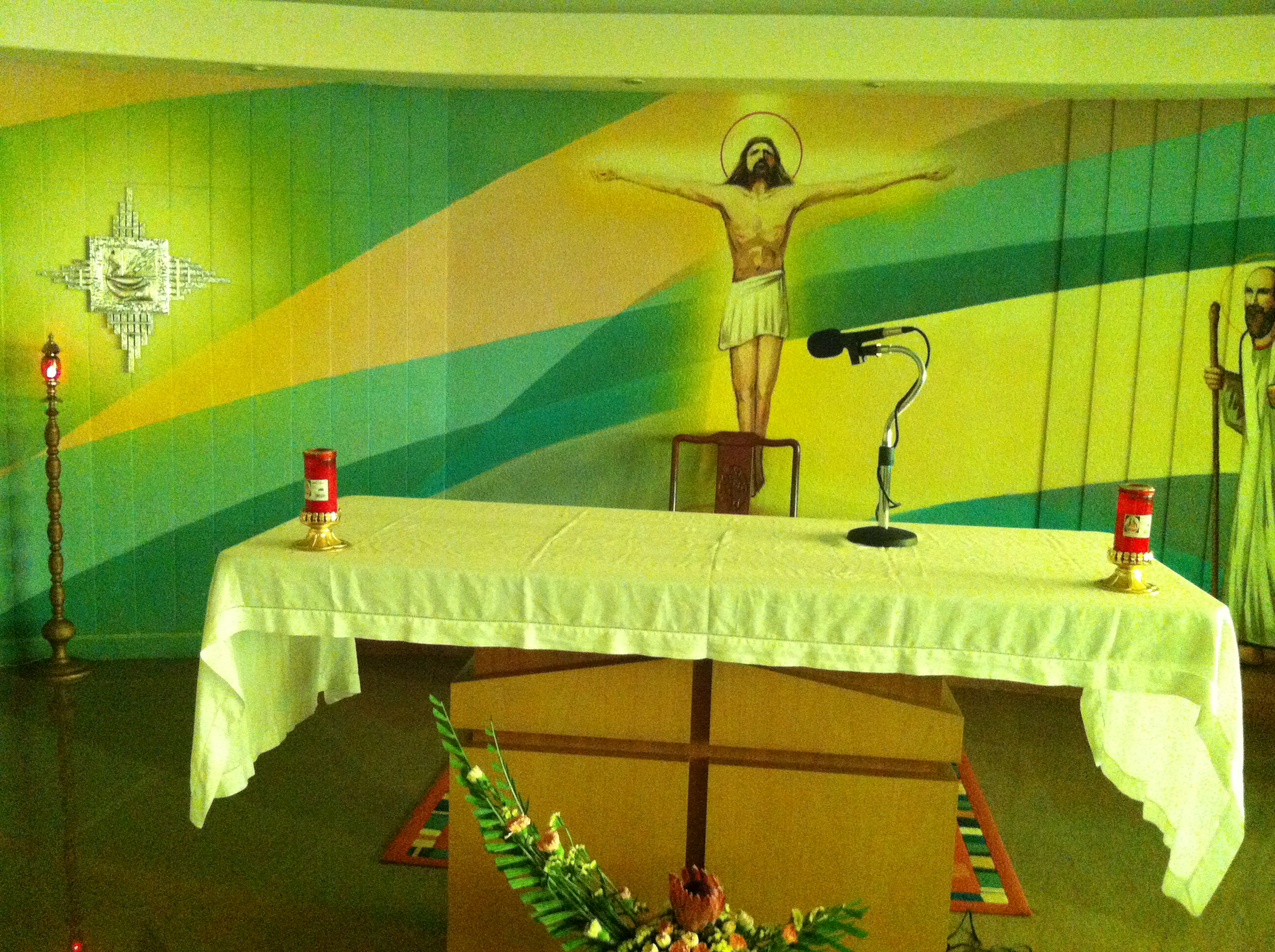
聖堂祭台

聖保祿堂區是一個面積較小的堂區，服務的範圍包括油麻地的富榮花園、海富苑、油麻地果欄、駿發花園和油麻地戲院。

## 堂區歷史

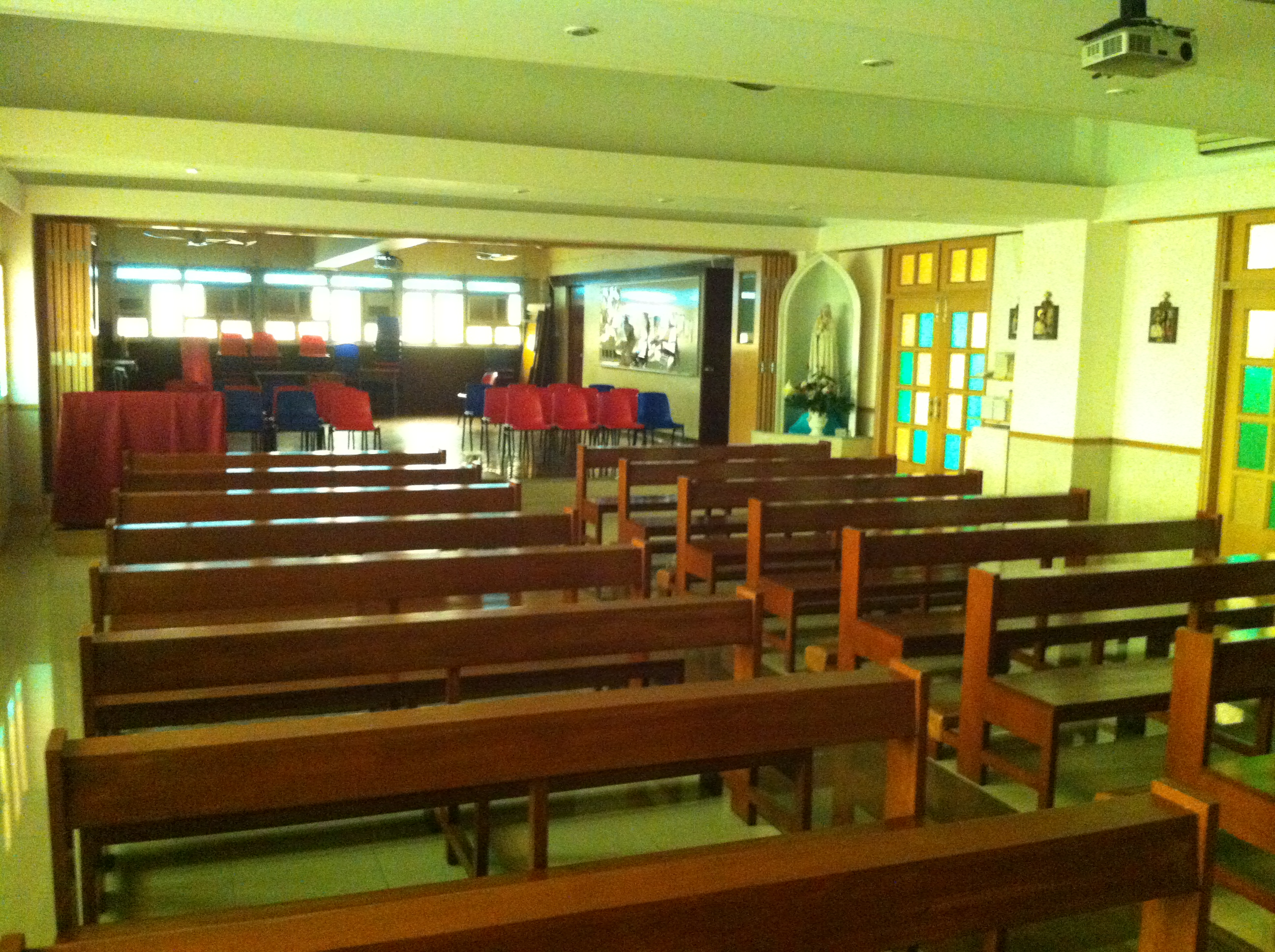
教堂正門

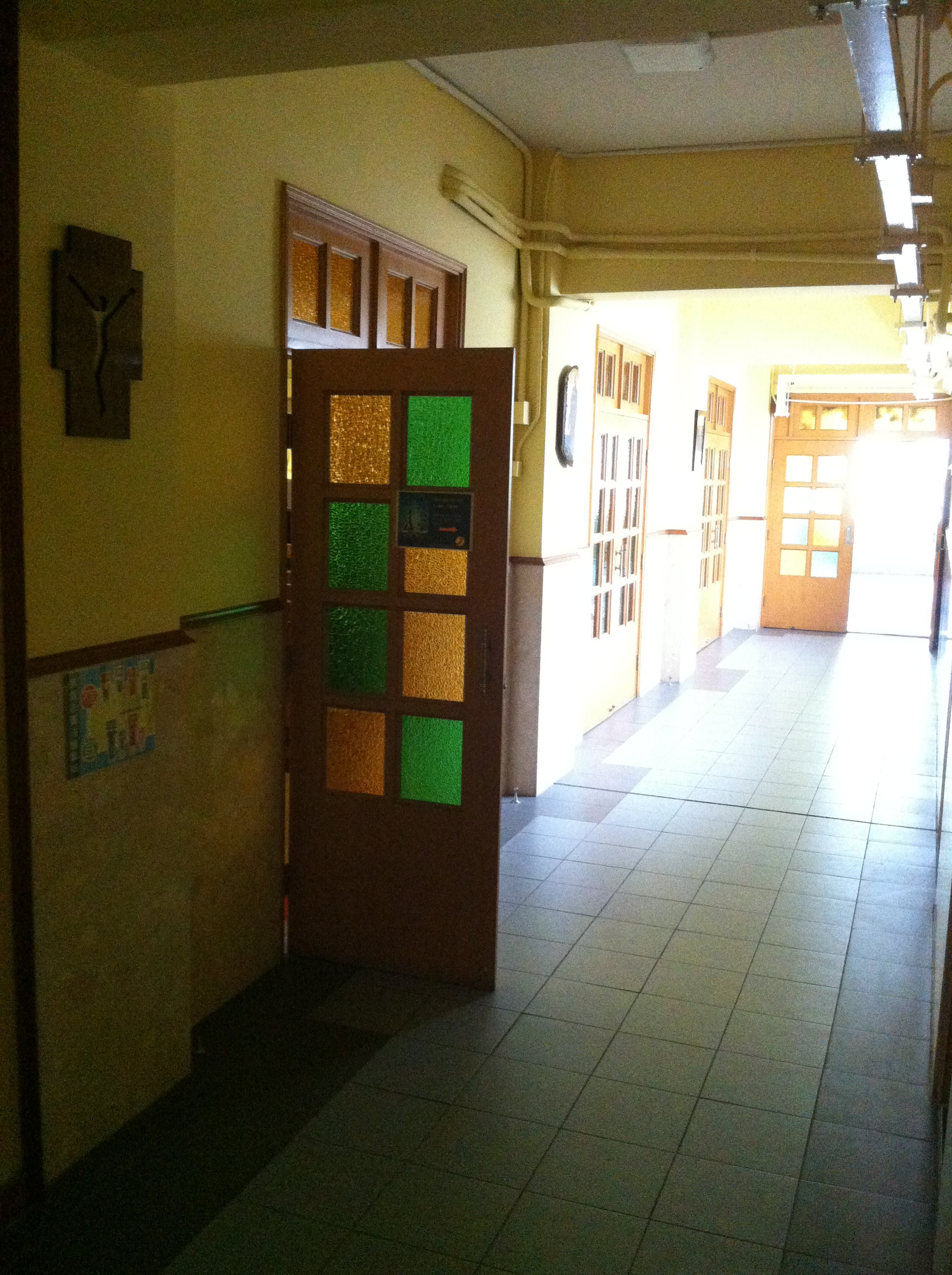
教堂內部

1954年，香港教區白英奇主教批准，在彌敦道579號五樓成立教理研究班，由聖母無原罪傳教女修會修女主持，隸屬尖沙咀玫瑰堂。
1957年，由於慕道者日增，乃遷往彌敦道562號三樓，並命名為「聖若瑟模範工人要理講授所」，由玫瑰堂管理。後來，該要理講授所改名為「聖若瑟模範工人小堂」。
1969年12月23日，教區在九龍油麻地成立聖保祿堂區。聖若瑟模範工人小堂在1970年遷入油蔴地天主教小學內的現址，並正式命名為『聖保祿堂區』，新堂奉獻首台主日彌撒聖祭是在1月25日──聖保祿歸化紀念日，同年4月12日新堂由徐誠斌主教主持祝聖典禮。

## 堂區主保

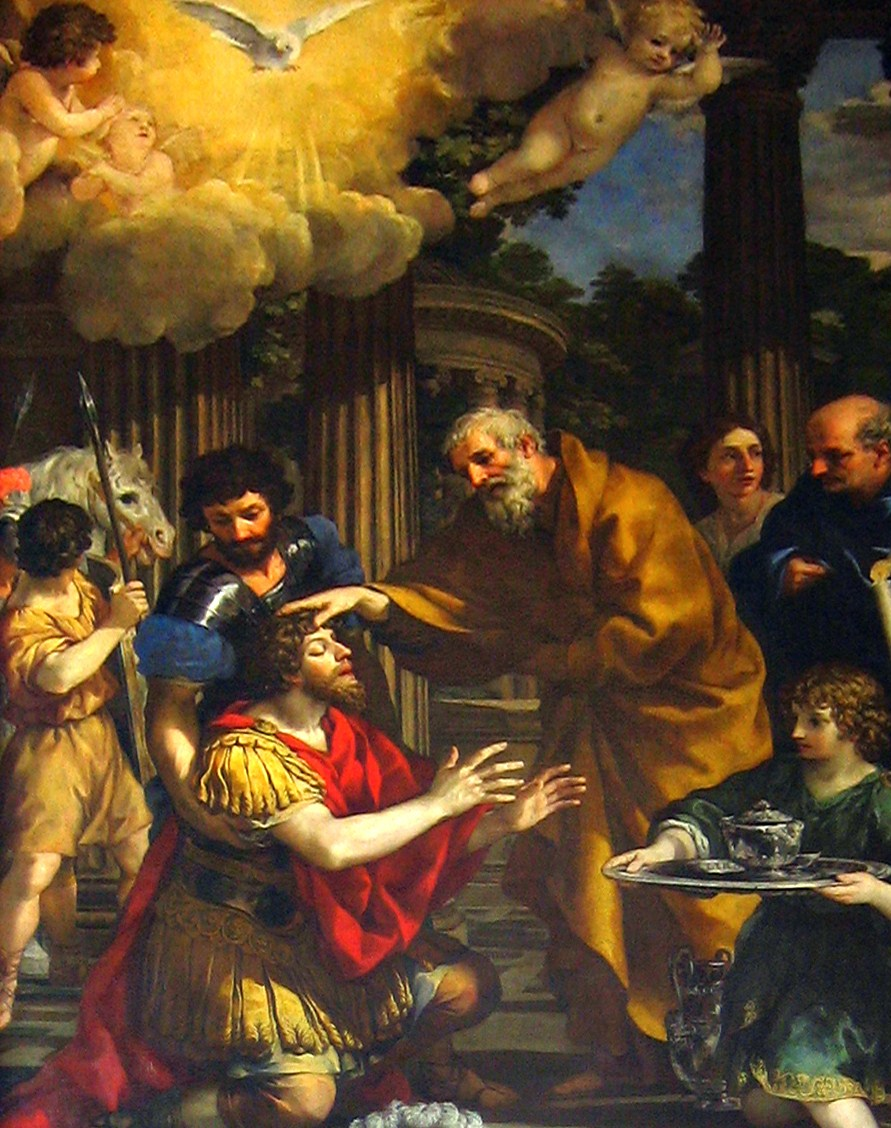
聖保祿

聖保祿（英語：St. Paul's）是猶太人，生於基里基雅的塔爾索，在耶路撒冷長大，屬本雅明支派，生來即享有羅馬公民權。因他的祖先已取得羅馬國籍，所以他同時擁有猶太人（希伯來文）名字「掃祿」和羅馬（拉丁文）名字「保祿」。這羅馬公民權不但可以使他自由進出帝國境內各地，方便他的傳教工作，而且還給了他向凱撒上訴的權利。 他自幼便學會了當時民間通用的希臘語，也學會了製造帳幕。他身體似乎有痛症。

## 彌撒及禮儀時間

### 彌撒
- 主日彌撒：08:30、10:00(粤語)
- 星期六提前主日彌撒：19:30(粤語)
- 平日彌撒：星期一至五07:20(粤語)
- 兒童彌撒每月第4主日：08:45(粵語)
- 青年彌撒單月第5主日（特別禮儀日除外）：10:00（粵語）

### 明供聖體
- 每月首星期四20:00

## 相冊

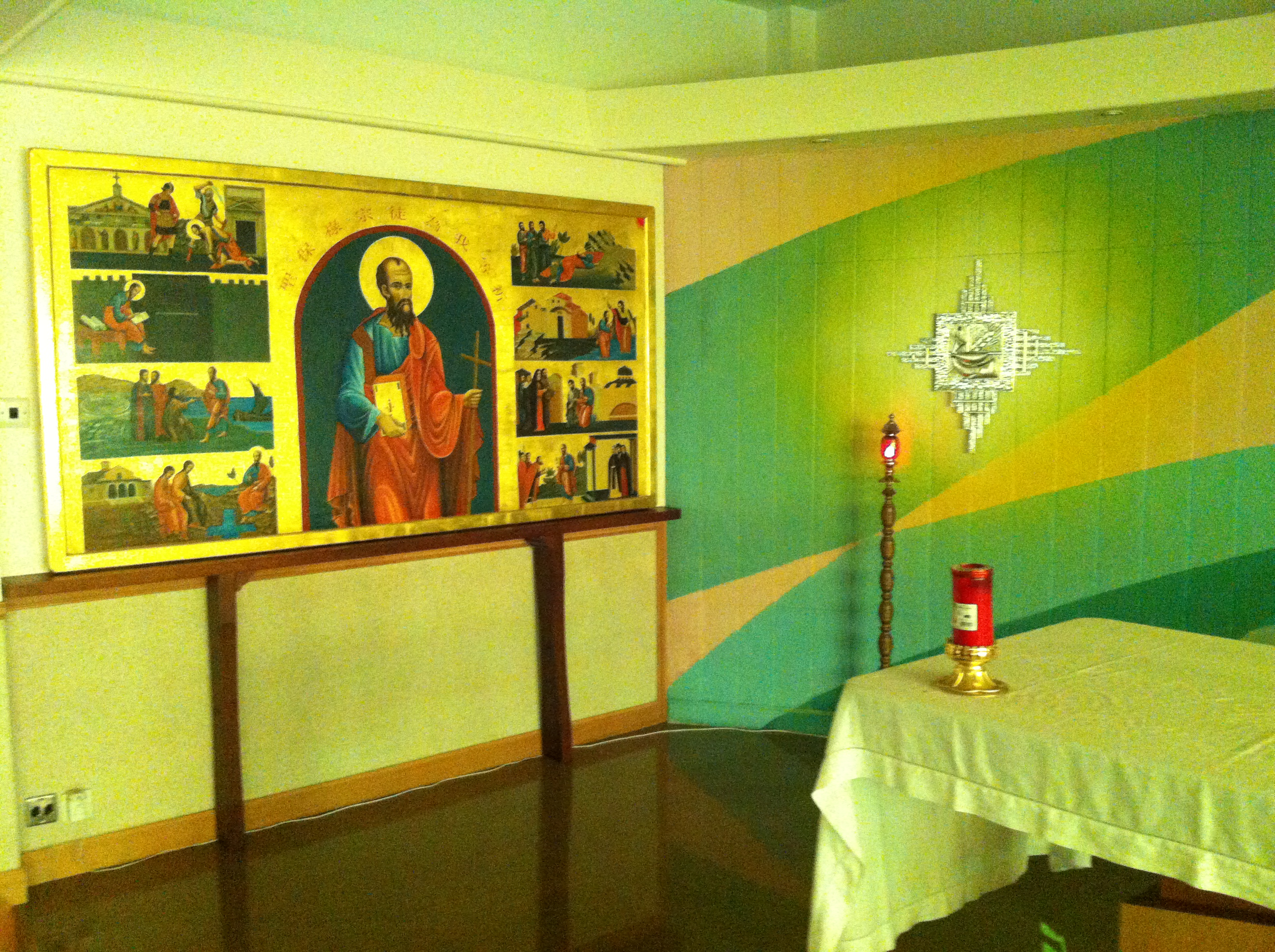
聖體櫃及聖像畫
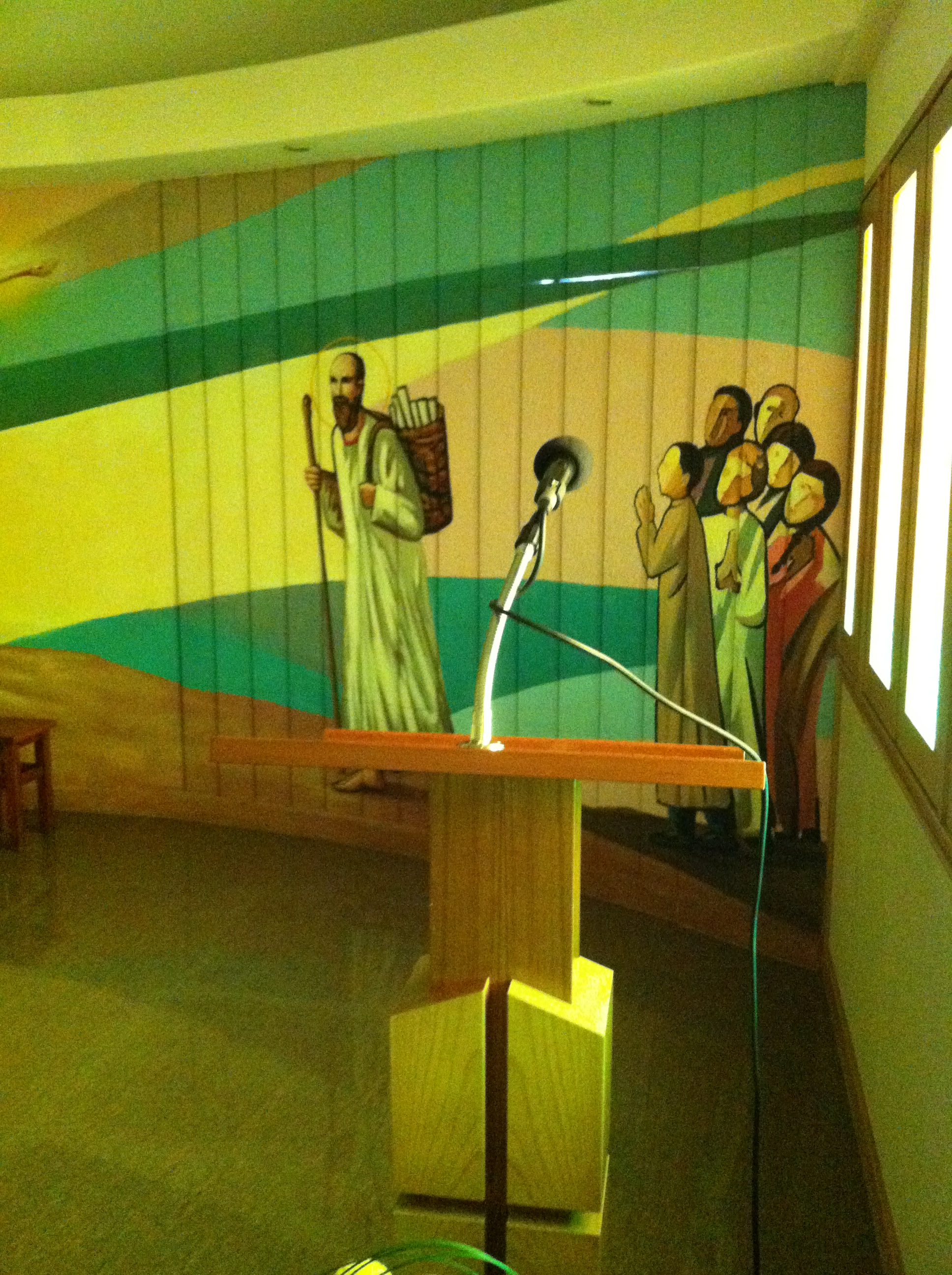
讀經台
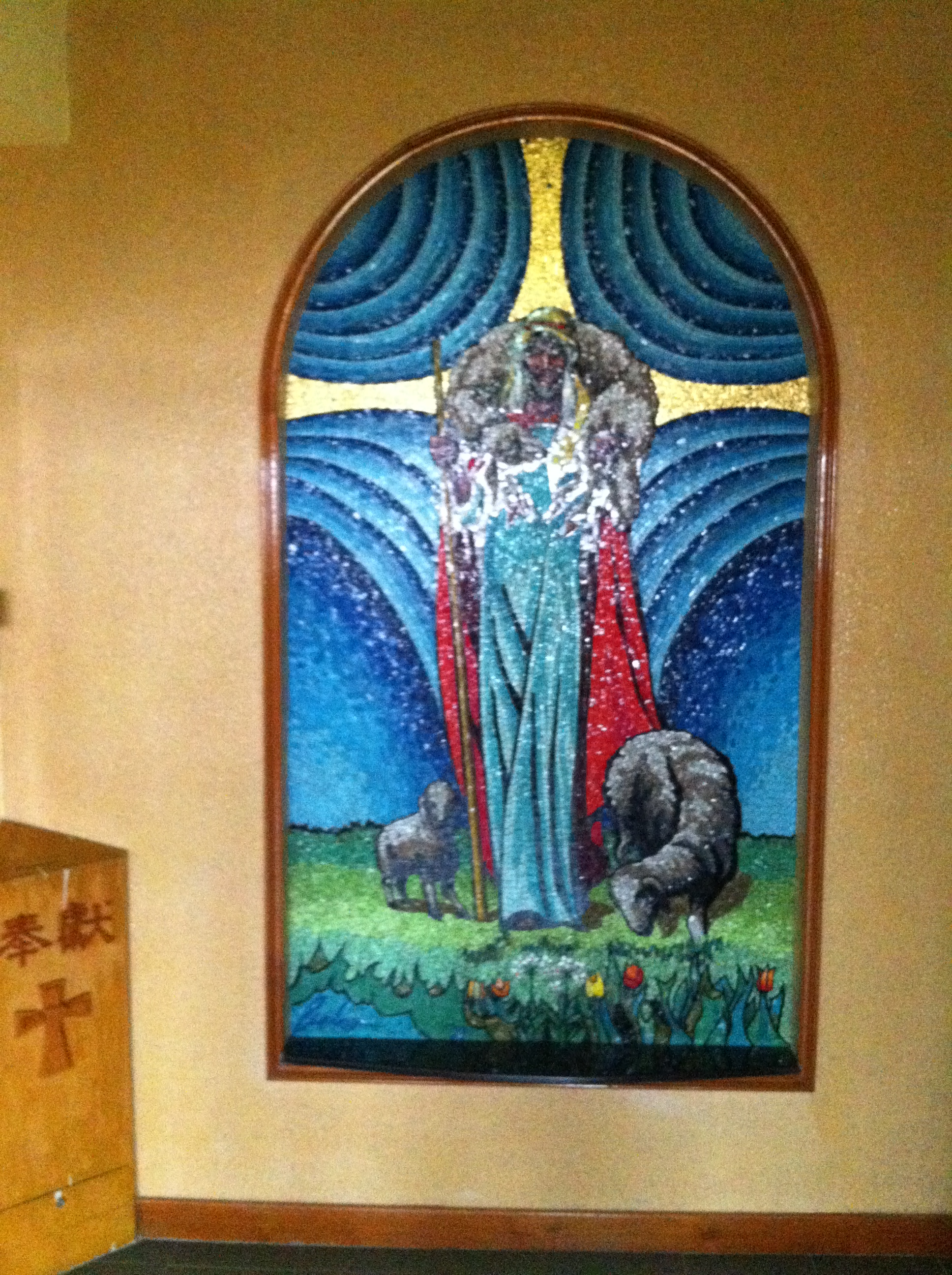
教堂彩色玻璃窗
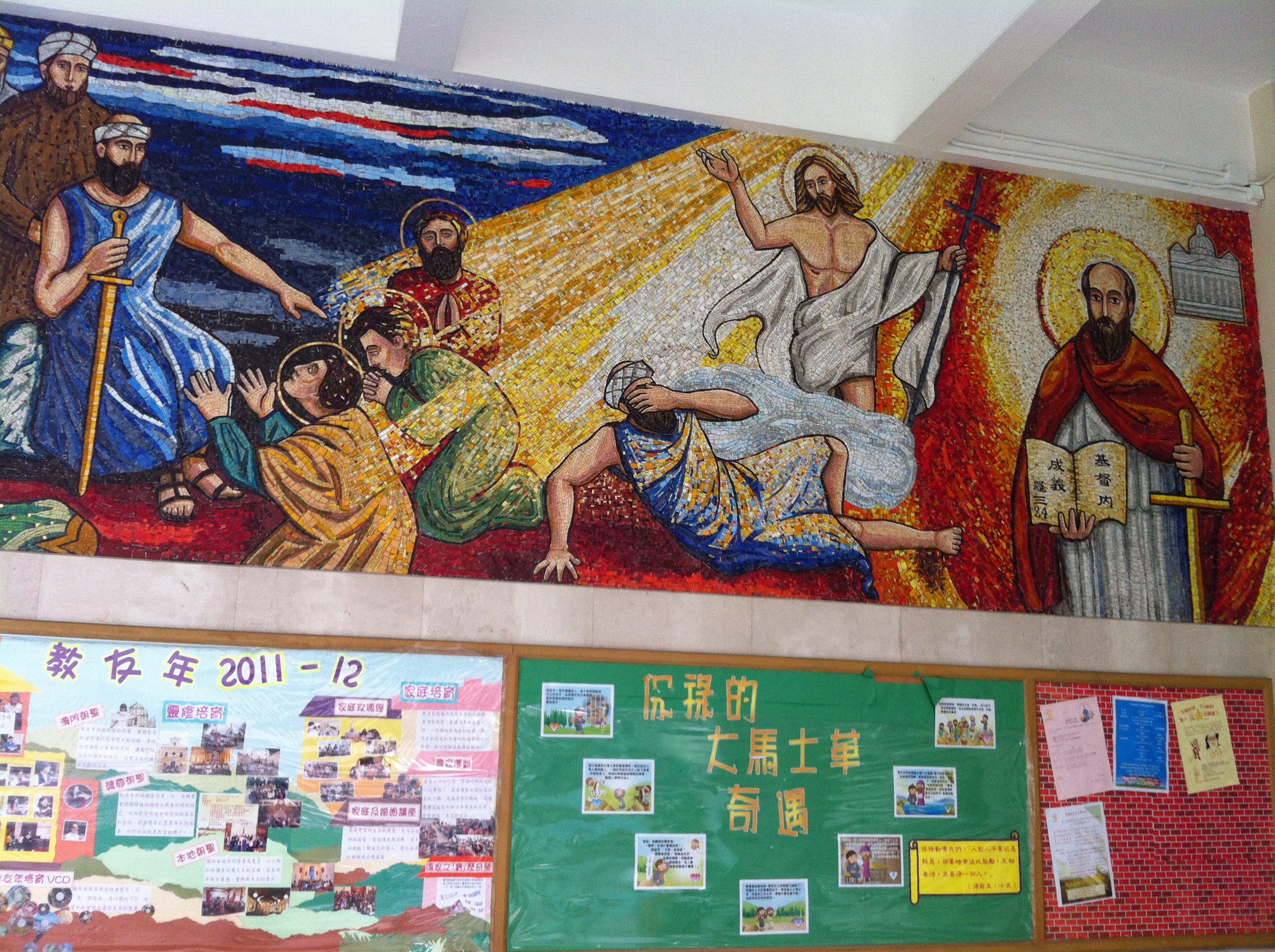
保祿歸化馬賽克砌石畫
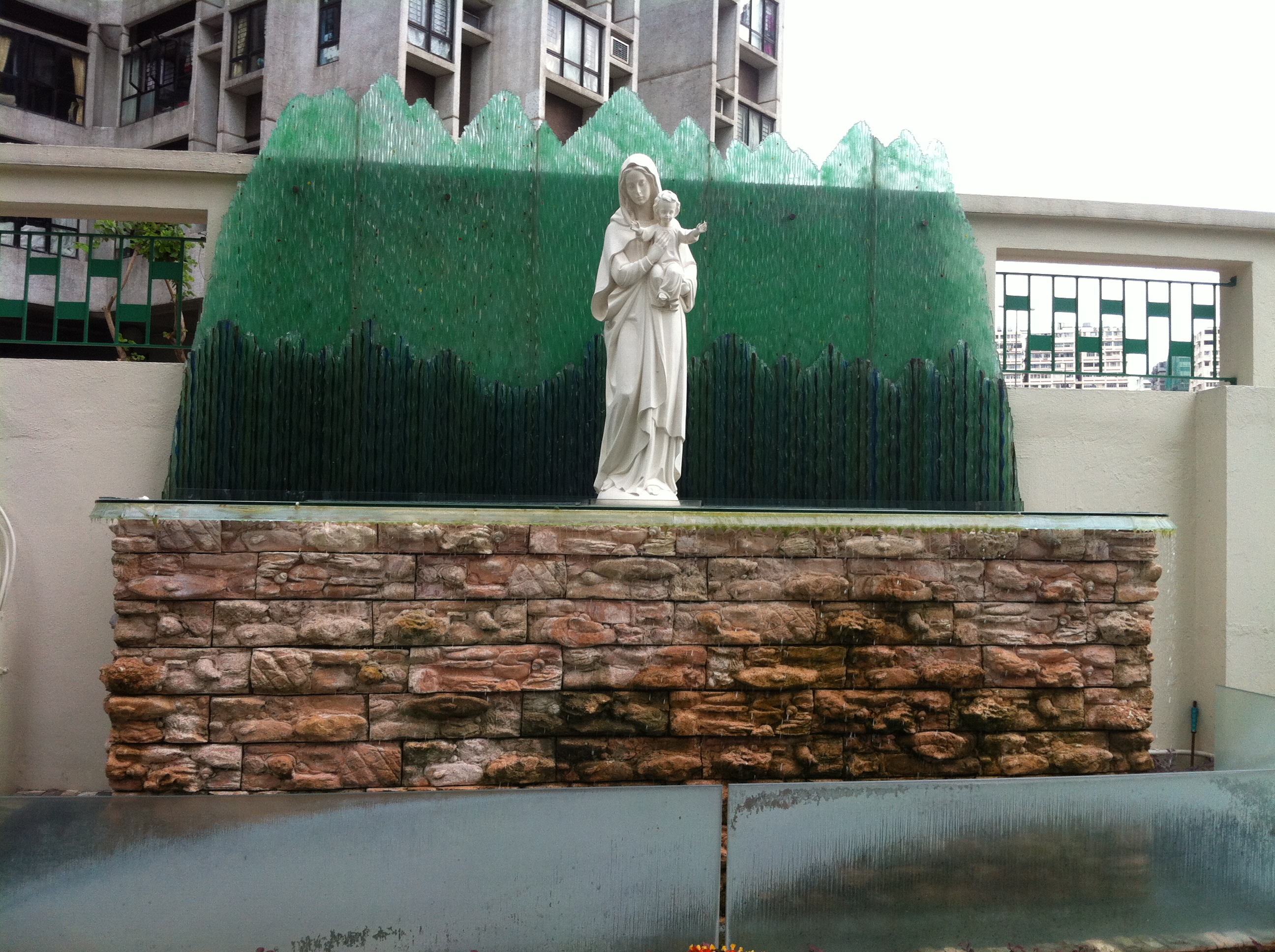
小學內的聖母像

## 外部連結
- 聖保祿彌撒中心網站 （页面存档备份，存于）